# Kerr Smith
Kerr Van Cleve Smith (Exton, 1972. március 9. –) amerikai színész.
Legismertebb szerepe Jack McPhee a Dawson és a haverok című sorozatban.

## Gyermekkora és tanulmányai
Smith a pennsylvaniai Extonban született. Édesapja pénzügyi tanácsadóként dolgozik.
Van egy Allison nevű nővére. A Peirce középiskolába járt, majd a pennsylvaniai West Chesterben lévő Henderson középiskolában érettségizett. A Vermonti Egyetemen tanult, ahol a Kappa Sigma testvériség tagja volt.

## Pályafutása
Színészi karrierje 1996-ban kezdődött Teddy Hughes szerepével az As the World Turns epizódjaiban. 2000-ben szerepet kapott a Végső állomás című horrorfilmben. Amikor először tűnt fel Jack McPhee-ként a Dawson és a haverok második évadjában, Smith egy 16 éves középiskolás diákot alakított, bár a valóságban a színész ekkor már 26 éves volt. 31 éves volt, amikor a sorozat 2003-ban, hat év után befejeződött. 2007-ben szerepelt a CSI: New York-i helyszínelők több epizódjában, mint Andrew "Drew" Bedford.

## Magánélete
2003. június 7-én vette feleségül Harmoni Everett színésznőt.
Smith 2009. március 20-án kezdeményezett válópert, kibékíthetetlen ellentétekre hivatkozva. Smith képzett pilóta és szereti a motocrosst.

## Filmográfia

### Film
| Év   | Magyar cím           | Eredeti cím                               | Szerep                          | Magyar hang    |
| ---- | -------------------- | ----------------------------------------- | ------------------------------- | -------------- |
| 1999 |                      | Hit and Runway                            | Joey Worciuekowski              |                |
| 1999 |                      | Lucid Days in Hell                        | Kelly                           |                |
| 2000 | Barátságpróba        | The Broken Hearts Club: A Romantic Comedy | Catcher                         |                |
| 2000 | Végső állomás        | Final Destination                         | Carter Horton                   | Seder Gábor    |
| 2001 | A sivatag vámpírjai  | The Forsaken                              | Sean                            | Schmied Zoltán |
| 2002 | Nyomás alatt         | Pressure                                  | Steve Hillman                   | Fekete Zoltán  |
| 2004 | Kegyetlen játékok 3. | Cruel Intentions 3                        | Jason Argyle                    | Csőre Gábor    |
| 2009 | Véres Valentin 3D    | My Bloody Valentine 3D                    | Axel Palmer                     | Hamvas Dániel  |
| 2011 | Végső állomás 5.     | Final Destination 5                       | Carter Horton (archív felvétel) | Seder Gábor    |
| 2013 |                      | Criticized                                | William Reynolds                |                |
| 2014 | Ahol a remény terem  | Produce: Where Hope Grows                 | Mitch Minniear                  | Magyar Bálint  |
| 2014 |                      | What an Idiot                             | Mike                            |                |
| 2014 |                      | Where Hope Grows                          | Mitch Minniear                  |                |

## Fordítás
- Ez a szócikk részben vagy egészben  a   Kerr Smith című angol Wikipédia-szócikk fordításán alapul.  Az eredeti cikk szerkesztőit annak laptörténete sorolja fel. Ez a jelzés csupán a megfogalmazás eredetét és a szerzői jogokat jelzi, nem szolgál a cikkben szereplő információk forrásmegjelöléseként.